# Marvaux-Vieux
Marvaux-Vieux ist eine französische Gemeinde mit 70 Einwohnern (Stand 1. Januar 2022) im Département Ardennes in der Region Grand Est (vor 2016 Champagne-Ardenne). Sie gehört zum Arrondissement Vouziers, zum Kanton Attigny und zum Gemeindeverband Argonne Ardennaise.

## Geografie
Die Gemeinde Marvaux-Vieux liegt in der Trockenen Champagne, zwölf Kilometer südlich von Vouziers. Im östlichen Gemeindegebiet verläuft das Flüsschen Alin (manchmal auch Allin geschrieben). Umgeben wird Marvaux-Vieux von den Nachbargemeinden Monthois im Norden, Séchault im Osten, Ardeuil-et-Montfauxelles im Südosten, Manre im Süden, Aure im Südwesten sowie Liry im Nordwesten.

## Bevölkerungsentwicklung
| Jahr                       | 1962 | 1968 | 1975 | 1982 | 1990 | 1999 | 2006 | 2011 | 2019 |
| Einwohner                  | 148  | 136  | 118  | 113  | 89   | 73   | 67   | 73   | 75   |
| Quellen: Cassini und INSEE |      |      |      |      |      |      |      |      |      |

## Sehenswürdigkeiten

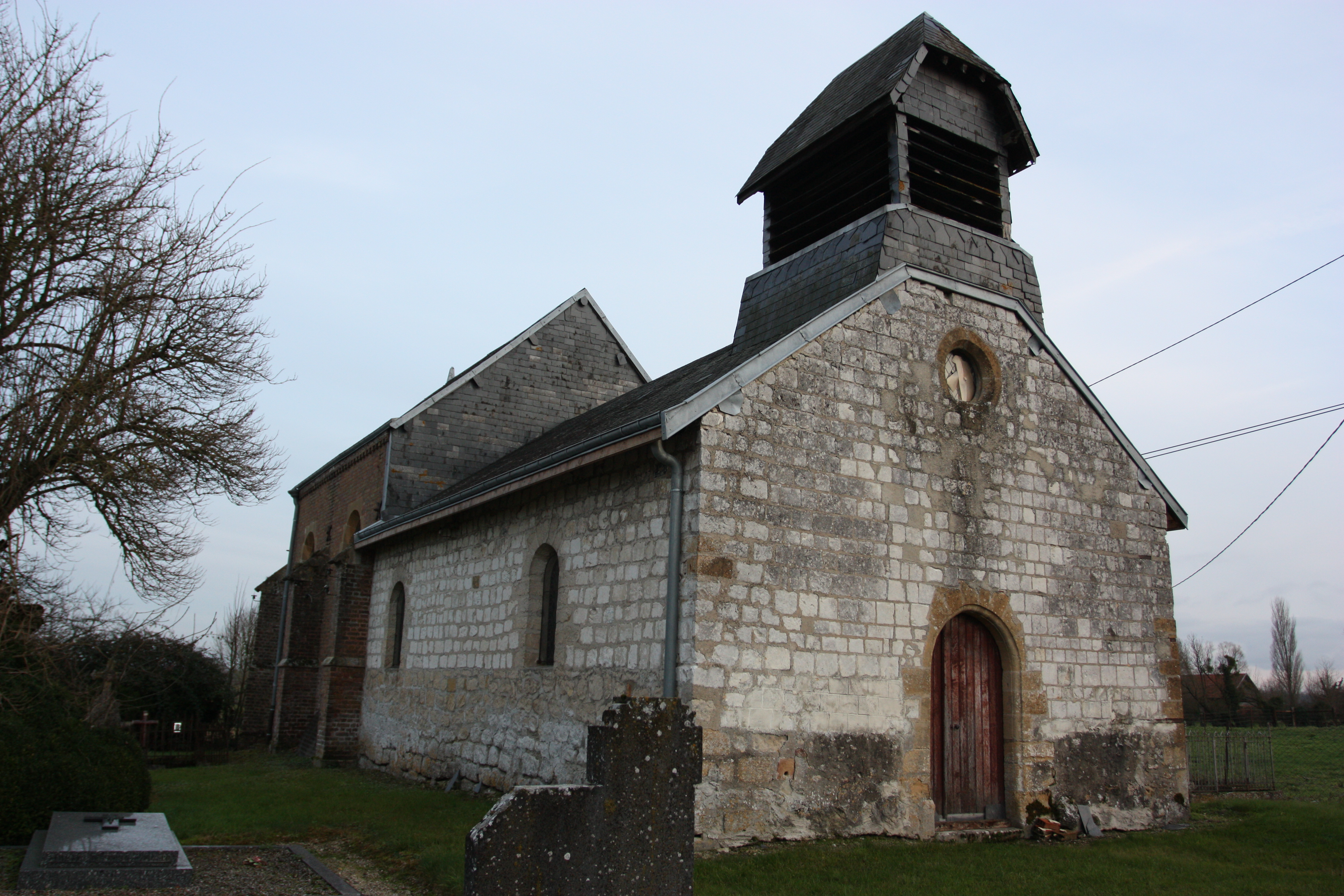
Kirche Saint-Étienne

- Kirche Saint-Étienne